# 관코박쥐
관코박쥐(Murina leucogaster)는 애기박쥐과 관코박쥐속에 속하는 박쥐이다. 뿔박쥐라고도 불린다.

## 자료
- Won, Byeong-o (원병오) (2004). 《한국의 포유동물 (Hangugui poyudongmul, Mammals of Korea)》. Seoul: Dongbang Media. ISBN 89-8457-310-8.

## 같이 보기
- 한국의 포유동물